# The Best of Queen
The Best of Queen – album kompilacyjny z największymi przebojami zespołu Queen do 1980 roku.

## Krótki opis
Album został wydany przez polską firmę Tonpress na licencji EMI w limitowanej serii 50 000 egzemplarzy. Zdjęcie na okładce zostało zrobione w Montreux w Szwajcarii. Była to pierwsza w historii zespołu płyta kompilacyjna.

## Lista utworów
Strona pierwsza:
| 1. | „Brighton Rock” (May)        | 5:10  |
|    |                              |       |
| 2. | „Killer Queen” (Mercury)     | 3:00  |
|    |                              |       |
| 3. | „Now I’m Here” (May)         | 4:13  |
|    |                              |       |
| 4. | „Somebody to Love” (Mercury) | 4:56  |
|    |                              |       |
| 5. | „Tie Your Mother Down” (May) | 3:44  |
|    |                              |       |
|    |                              | 21:03 |
|    |                              |       |
Strona druga:
| 1. | „I’m in Love with My Car” (Taylor) | 3:05  |
|    |                                    |       |
| 2. | „’39” (May)                        | 3:30  |
|    |                                    |       |
| 3. | „Bohemian Rhapsody” (Mercury)      | 5:55  |
|    |                                    |       |
| 4. | „Don’t Stop Me Now” (Mercury)      | 3:29  |
|    |                                    |       |
| 5. | „We Are the Champions” (Mercury)   | 3:00  |
|    |                                    |       |
| 6. | „We Will Rock You” (May)           | 2:01  |
|    |                                    |       |
|    |                                    | 21:00 |
|    |                                    |       |